# Jasinówka
Jasinówka (ukr. Ясенівка) – wieś na Ukrainie, w obwodzie wołyńskim, w rejonie rożyszczeńskim.
Pod koniec XIX w. wieś w powiecie łuckim, w gminie Szczurzyn.